# Jack McCall
John Jack McCall (né entre 1852 et 1853 dans le Comté de Jefferson, Kentucky – mort le 1er mars 1877 à Yankton, Territoire du Dakota), aussi connu sous le surnom de « Crooked Nose Jack » ou « Broken Nose Jack », est l'assassin de Wild Bill Hickok qu'il tue par derrière alors que celui-ci joue au poker.

## Biographie
Plusieurs parties de la vie de McCall restent obscures. Il quitte le Kentucky avec ses trois sœurs pour l'Ouest et devient chasseur de bisons. En 1876, il part pour Deadwood, un camp de chercheurs d'or dans le Dakota du Sud, où il se fait appeler Bill Sutherland.

### L'assassinat de Wild Bill Hickok

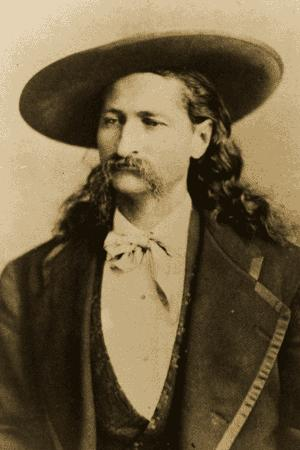
Wild Bill Hickok.

Dans la matinée du 1er août 1876, Hickok remporte une partie de poker contre McCall, qui était ivre et qui se retrouve sans argent. Hickok décide de lui donner une petite somme pour lui permettre de se nourrir, en lui recommandant de ne pas la jouer. McCall accepte mais se sent insulté. 
Le lendemain après-midi, dans le saloon Nuttal & Mann's (en) #10 à Deadwood, Wild Bill Hickok vient s'installer à une table de poker mais, voyant que Charlie Rich est assis à la place qu'il convoite, il s'assoit sur un fauteuil qui l'oblige à tourner le dos à la porte. McCall pénètre dans le saloon armé d'un revolver et abat Hickok d'une balle dans la nuque, en s'écriant « Take that! » (« Prends ça ! »).
Alors qu'il tente de s'enfuir, l'étrier de sa selle cède, ce qui provoque sa chute. Il se relève et part en courant se réfugier dans l'échoppe d'un boucher, mais il est finalement rattrapé par la foule en colère. Deux jours plus tard, un procès est organisé au théâtre McDaniel de Deadwood, procès au cours duquel McCall affirme avoir tué Hickok pour se venger de la mort de son frère à Abilene (Kansas). On découvrira plus tard que McCall n'avait en réalité jamais eu de frère,. Après deux heures de délibération, il est finalement reconnu innocent. À l'issue du procès, le journal local, le Black Hills Pioneer écrit : « Should it ever be our misfortune to kill a man… we would simply ask that our trial may take place in some of the mining camps of these hills. » (« Si nous devions un jour par malheur tuer un homme… nous demanderions simplement que notre procès puisse se tenir dans un de ces camps de mineurs parmi ces collines. »)

### Évasion et nouveau procès
McCall quitte alors la ville pour le Wyoming, où il se vante avec beaucoup de détails de la façon dont il s'y est pris pour tuer Hickok dans un échange de coups de feu. Malheureusement pour McCall, les autorités du Wyoming ne reconnaissant pas le jugement de Deadwood parce que la ville est en territoire indien.
Il est alors rejugé à Yankton, Territoire du Dakota, par le juge Peter C. Shannon (en) pour le meurtre d'Hickok. Il est pendu le 1er mars 1877 à l'âge de 24 ans. McCall est la première personne à avoir été exécutée par les autorités du Dakota.

## Films et séries
- 1936 : The Plainsman, de Cecil B. DeMille avec Gary Cooper dans le rôle de Wild Bill Hickok, se termine lors de cette fameuse partie de poker . Le film présente McCall comme un petit homme venant de l'Est, sans courage, ni force, par opposition aux hommes de l'Ouest  que sont Hickok et Buffalo Bill. Il est décrit comme un traître et un lâche : il participe à un réseau qui vend des fusils à répétition aux indiens, ce qui lui vaut d'être dans le saloon dans la scène finale. Au cours de cette scène, Hickok qui ne le croit pas dangereux ne le surveille pas et McCall, après maintes hésitations, l'abat dans le dos pour que lui et ses acolytes puissent s'échapper.
- 1970 : Little Big Man, où il apparaît dans la scène où le héros, Jack Crabb, assiste à l'assassinat de son ami Wild Bill Hickok, par un adolescent voulant venger la mort de son père tué sept ans auparavant par Hickok (Jack McCall était plus âgé et prétendait venger la mort de son frère mais il n'en avait pas).
- 1995 : Wild Bill, de Walter Hill. David Arquette joue le rôle de Jack.
- 2004 : Deadwood : Garret Dillahunt joue Jack.